# Morup
Morup est un village et paroisse en Halland, Suède. Le village a une population de 331 habitants. La première mention de Morup date de 1177 (comme « Mothorp »). Il y a deux réserves naturelles dans la paroisse : Morups Tånge et Digesgård.